# Makita
Makita é uma empresa japonesa fundada por Mosaburo Makita. Sendo a segunda maior fabricante de ferramentas elétricas do mundo. Possui fábricas no Brasil, no Japão, na China, nos Estados Unidos, no Reino Unido, Romênia e Alemanha e emprega mais de 10.000 Pessoas.
Sua última fábrica foi instalada na cidade de Ponta Grossa (Paraná), para atender a demanda crescente do Brasil e da América Latina. Dispõe de uma rede com mais de 3.000 revendedores e 500 assistências técnicas autorizadas em todo o Brasil.
É famosa por inovar o mercado de ferramentas a cada ano, trazendo novas tecnologias como: arquitetura interna que aumenta a resistência à água e poeira, baterias de 18V e 5Ah, máquinas sem uso de escova de carvão, esmerilhadeiras com partida suave (para evitar contragolpe) e serras mármores com sistema de refrigeração integrado.